# Turi Scalia
Turi Scalia (Catania, 27 febbraio 1921 – Catania, 15 febbraio 2002) è stato un attore e regista teatrale italiano.

## Biografia
Dopo aver lasciato la professione di avvocato intraprende la professione di attore, sia teatrale che cinematografico. Collabora per decenni con Turi Ferro, soprattutto presso il Teatro Stabile di Catania. Ha interpretato il ruolo del giudice nel film Johnny Stecchino di Roberto Benigni.
Tra le moltissime opere teatrali, nel 1994 è stato regista e attore dell'opera La scatola di Marlene, nel 1998 del Paraninfo di Luigi Capuana. Per la televisione ha interpretato lo sceneggiato televisivo Mastro Don Gesualdo, diretto da Giacomo Vaccari e con Lydia Alfonsi ed Enrico Maria Salerno.

## Filmografia

### Cinema
- Lo voglio maschio, regia di Ugo Saitta (1971)
- Virilità, regia di Paolo Cavara (1974)
- Bello di mamma, regia di Rino Di Silvestro (1980)
- La sposa era bellissima, regia di Pál Gábor (1986)
- Johnny Stecchino , regia di Roberto Benigni (1991)
- Il giudice ragazzino, regia di Alessandro Di Robilant (1994)
- S.P.Q.R. - 2000 e ½ anni fa, regia di Carlo Vanzina (1994)
- Colpo di luna, regia di Alberto Simone (1995)

### Televisione
- Il mondo di Pirandello – serie TV (1968)
- Il marchese di Roccaverdina – serie TV (1972)
- Seguirà una brillantissima farsa... – serie TV (1974)
- A ciascuno il suo – film TV (1983)
- Dieci registi italiani, dieci racconti italiani – serie TV (1983)
- Pipino il breve – film TV (1983)
- La famiglia Ceravolo – film TV (1985)
- Aeroporto internazionale – serie TV (1987)